# بيتر راينهارد هانسن
بيتر راينهارد هانسن (بالدنماركية: Peter Reinhard Hansen)‏ هو اقتصادي دنماركي، ولد في 15 يونيو 1968 في Sorø ‏ في الدنمارك.